# Кордова, Франс
Франс Кордова (France Anne-Dominic Córdova; род. 5 августа 1947, Париж, Франция) — американский астрофизик, деятель науки и высшей школы. С 2014 года директор Национального научного фонда. Эмерит-президент Университета Пердью и эмерит-канцлер Калифорнийского университета в Риверсайде, экс-вице-канцлер Калифорнийского университета в Санта-Барбаре, экс-шеф-учёный НАСА, также работала в Университете штата Пенсильвания и Лос-Аламосской национальной лаборатории, заслуженный профессор, National Associate of the National Academies. Член НАН США (2022), а также Американского философского общества (2022).

## Биография
Латиноамериканка.
Выросла в Калифорнии в многодетной семье — старшей из 12 детей; отец — мексикано-американец Фредерик Кордова, мать — ирландко-американка Джоан Макгиннес; семья возвратилась из Европы в США в 1953 году. Окончив Стэнфордский университет (бакалавр английского языка cum laude, 1969), занялась журналистикой, сотрудничала в LA Times. В 1979 году получила степень доктора философии по физике в Калифорнийском технологическом институте, перед тем поработав там и в MIT. Затем работала астрофизиком в Лос-Аламосской национальной лаборатории, исследуя белые карлики и пульсары, достигла там должности заместителя групп-лидера по астрономии и астрофизике (в 1988 году). Там же познакомилась с будущим супругом и вышла замуж. В 1989—1993 годах профессор и заведующая кафедрой астрономии и астрофизики Университета штата Пенсильвания. В 1993—1996 годах шеф-учёный НАСА, самый молодой и первая женщина на этом посту. С 1997 года профессор физики и вице-канцлер по исследованиям Калифорнийского университета в Санта-Барбаре, а с 2002 года канцлер Калифорнийского университета в Риверсайде. С 2007 года президент Университета Пердью, с 2012 года эмерит-президент. Состояла председателем Совета регентов Смитсоновского института (с 2012, член с 2009), попечителем Клиники Майо, членом Национального научного совета, входила в совет директоров Science Applications International Corporation. Член Американской академии искусств и наук, фелло Американской ассоциации содействия развитию науки и Association for Women in Science.
Отмечена высшим отличем НАСА — медалью «За выдающуюся службу» (1996), Kilby International Award (2000), Distinguished Alumna Стэнфорда (2007), Citation for Leadership and Achievement от Council for Scientific Society Presidents (2018), введена в Зал славы лидерства в STEM журнала U.S. News (2018).
Удостоена нескольких почётных докторских степеней.
Опубликовала более 150 научных работ.

## Личная жизнь
Замужем за Кристианом Дж. Фостером, у них двое детей: Анн-Катрин и Стивен.